# Datungia argillosa
Datungia argillosa är en fjärilsart som beskrevs av Charles Boursin 1940. Datungia argillosa ingår i släktet Datungia och familjen nattflyn. Inga underarter finns listade i Catalogue of Life.